# З мене досить (мінісеріал)
«З мене досить» (рос. С меня хватит) — російськомовний телесеріал 2019 року знятий в Україні. Телесеріал створено компанією «Українська продакшн студія» на замовлення ТРК «Україна». Режисером виступив Роман Барабаш.
Прем'єра в Україні телесеріалу відбулася 17 березня 2019 року на телеканалі «ТРК Україна». Прем'єра в Росії очікується в 2020 році.

## Сюжет
Родину на своїх плечах тягне дружина, яка перетворила в тиху мишку. Соня завжди догоджає чоловіку та іншим членам сім'ї, але це не приносить щастя. Більш того, на голову Соні падають одні неприємності: чоловік забороняє відкрити свою студію флористики, її звільняють з роботи, всі забувають про її день народження. А одного разу, повернувшись додому раніше, вона застає чоловіка в ліжку з іншою…
В жахливому стані Соня застрибує в машину і мчить стрімголов, куди очі дивляться. В такій ситуації дівчина потрапляє в аварію і тяжко травмується. Опинившись на межі життя і смерті, Соня приймає рішення відтепер робити тільки те, що хоче сама. Але чи допоможе їй це відновити та налагодити особисте життя?

## У ролях
- Марина Митрофанова
- Артем Карасьов
- Аполлінарія Василіна
- Андрій Федінчик
- Ольга Сумська
- Анатолій Котеньов
- Влад Нікітюк
- Євген Олійник
- Марія Трепікова

## Зйомки
Телесеріал знімався в Києві та Київській області у січні-лютому 2019 року.